# Coimbra
Coimbra ([kuímbra], portugalsko: [kuˈĩbɾɐ] () ali [ˈkwĩbɾɐ]) je mesto ob reki Mondego in občina na Portugalskem. Prebivalstvo občine ob popisu leta 2021 je štelo 140.796 ljudi na površini 319,40 kvadratnih kilometrov. Ima četrto največje strnjeno urbano območje na Portugalskem za Lizbono, Portom in Brago ter je središče in največje mesto istoimenskega okrožja in portugalske regije Centro. Okrožje Coimbra, ki obsega 19 občin s skupaj približno 460.000 prebivalci, se razprostira na območju 4336 kvadratnih kilometrov.
Med številnimi arheološkimi strukturami, ki segajo v rimsko dobo, ko je bilo na kraju današnje Coimbre naselje Aeminium, sta njen dobro ohranjen akvadukt in kriptoportik. Prav tako so še vedno ohranjene stavbe iz obdobja, ko je bila Coimbra glavno mesto Portugalske (od 1131 do 1255). V poznem srednjem veku se je Coimbra z upadom političnega središča Kraljevine Portugalske začela razvijati v veliko kulturno središče. K temu je v veliki meri pripomogla ustanovitev prve portugalske univerze leta 1290 v Lizboni in njena preselitev v Coimbro leta 1308, s čimer je postala najstarejša akademska ustanova v portugalsko govorečem svetu. Poleg privabljanja številnih evropskih in mednarodnih študentov Univerzo v Coimbri obiščejo številni turisti zaradi njenih spomenikov in zgodovine. Njene zgodovinske stavbe je Unesco leta 2013 uvrstil na seznam svetovne dediščine: »Coimbra ponuja izjemen primer integriranega univerzitetnega mesta s specifično urbano tipologijo ter lastnimi ceremonialnimi in kulturnimi tradicijami, ki so se ohranile skozi stoletja.«

## Zgodovina

### Rimska republika
Mesto, ki leži na hribu ob reki Mondego, se je v rimskih časih imenovalo Aeminium. Rimljani so na tem mestu v času Avgusta ustanovili civitas Aeminium, ki je prišel pod zaščito bližnje Conímbrige (v Condeixa-a-Nova), približno 15 kilometrov južneje. Rimsko mesto je bilo obdano z obzidjem in je sledilo pravokotnemu tlorisu s križanjem cardo maximus in decumanus maximus na forumu. Obstajal je akvadukt, katerega ostanki so bili vključeni v kasnejšo srednjeveško prenovo. Aeminium je upravno padel pod vpliv večjega mesta Conímbriga, dokler slednjega med letoma 465–468 niso oplenili Svebi in Vizigoti in ga zapustili. Postal je sedež škofije in nadomestil Conímbrigo.
Čeprav je bila Conímbriga upravno pomembna, je Aeminium potrdil svoj položaj, saj je bil na sotočju prometa v smeri sever-jug, ki je povezoval rimski Bracara Augusta (rimsko ime Braga) in Olisipo (rimsko ime Lizbone) s svojo vodno potjo, ki je omogočala povezave z notranjostjo in obalo. Apnenčasta planota, na kateri je zraslo naselje, ima dominanten položaj s pogledom na reko Mondego, obdano z rodovitno zemljo, ki jo namakajo njene vode. Ostanki te zgodnje zgodovine vključujejo kriptoportik nekdanjega rimskega foruma (zdaj del Narodnega muzeja Machado de Castro). Selitev naselja in škofije Conimbriga v Aeminium je povzročila spremembo imena v Conimbriga, ki se je kasneje razvilo v Colimbria.

### Svebi, Alani in Vizigoti
Potem ko je bil dolgo časa podvrženo Rimskemu cesarstvu, je prihod barbarov leta 409 preplavil Iberski polotok in območje spodnjega toka Mondega je za svojega vladarja priznalo Hermerika, zemljiškega gospoda Svebov. Toda ambicija po pridobitvi ozemlja je obvladovala Atacasa, kralja Alanov, in Coimbra je padla iz rok Hermerika. Ataces, novi gospodar Coimbre, jo je izpraznil in opustošil, ker se je bal varnosti njenih trdnjav. Vendar pa je bil navdušen nad lepoto spodnjega toka Mondega in z lahkotnostjo njegovih polj, poleg njega pa je položil temelje za novo mesto, ki se je imenovalo Colimbria. Ataces se je spreobrnil v krščanstvo, toda ker je bil arijanec iz sekte, je katoličane ostro preganjal. Ujetnike so bodisi obglavili pred obzidjem novega mesta, njihova telesa pa so služila kot temelj, ali pa so jih kot tovorne osle uporabili za njegovo gradnjo. Nihče se ni izognil Atacesovi tiraniji: vsem je ukazal, naj delajo na gradnji obzidja. Elipando, sveti škof iz Coimbre, je prav tako nosil kamen in glino za gradnjo mesta. »Ko sem šel skozi novo Coimbro (pravi Arisberto, škof iz Porta, v pismu Samericu, nadškofu iz Brage), sem tam videl delati pri gradnji njenega obzidja številne božje služabnike; med njimi je bil po ukazu Atacesa tudi škof Elipando: jokal sem z njimi zaradi njihove nesreče in zaradi izgube te rodovitne province rimskega imperija.« Hermerik iz severnega kraljestva Svebov, katerega glavno mesto je bila Bracara Augusta (prejšnje ime Braga), ni izgubil upanja, da bo rešil dežele, ki jih je zavzel Ataces na jugu. Prečkal je reko Duero/Duoro in se s svojo vojsko pojavil pred novim obzidjem Coimbre. Toda Ataces je zmagal in sledil Hermericovi umikajoči se vojski do bregov Duera, bolj severno, kjer je zemljiški gospod Svebov kupil od njega v zameno za njegovo hčer, mir in zavezništvo. Ataces, ovenčan z lovoriko zmage, z veliko vnemo nadaljuje ponovno gradnjo mesta, ki ga je pred tem oropal. Hermerik ga je obiskal v Colimbri in mu pripeljal svojo hčer, princeso Cindazundo, ki je cvetela v starosti in lepoti.
Ataces je v znak hvaležnosti dal postaviti sliko svoje nove žene v vazo, s kačo na eni strani in levom, ki hodi proti njej na drugi strani. To sta bila znaka Ataces (lev) in Hermeric (kača). Cindazunda je imela oči dvignjene v nebo in dvignjene roke, kot da bi se zahvaljevala Večnemu, ker je bil posrednik med očetom in možem ter je z obveznostmi miru in prijateljstva združil kačo in leva, do tistega trenutka sovražnika. Ko so gradili mestno obzidje in stolpe, so delavci na kamne vklesali to znamenje, ki je bilo tako všeč kralju, da je vse do danes grb Coimbre. Cindazunda, ki je izpovedovala katoličanstvo, je vzpostavila obveznosti miru med obema kraljema in izboljšala bogastvo prebivalcev Coimbre tako, da je ublažila divji Atacesov duh proti katoličanom. Vizigoti bodo kasneje osvojili regijo. V vizigotski dobi (od 5. do zgodnjega 8. stoletja) je grofijo Coimbra ustanovil kralj Wittiza (okoli 687 – verjetno 710) in je bila podgrofija njegovega gospostva, ustanovljena kot fevd za njegovega sina princa Ardabasta (ali Sisebuto), s sedežem v Emíniu (vizigotsko ime za Coimbro), ki je obstal do muslimanske invazije z juga.

### Islamska doba
Prvi muslimanski pohodi, ki so zasedli Iberski polotok, so se zgodili med letoma 711 in 715, ko je Coimbra kapitulirala pred Muso bin Nusairom leta 714. Čeprav ni bila velika naselbina, je bila Qulumriyah (arabsko قُلُمْرِيَة) v kontekstu Al Andaluza največje strnjeno središče vzdolž severne doline Tajo, njegovo glavno mesto pa se je ponašalo z obzidanim ograjenim prostorom 10 hektarjev, ki je podpiral med 3000 in 5000 prebivalci. Ostanki tega obdobja vključujejo začetke Almedine, Arrabalde in utrjeno palačo, ki jo je uporabljal mestni guverner (ki so jo zgodnji portugalski monarhi pozneje spremenili v kraljevo palačo). Krščanska rekonkvista je prisilila Banu Dānis in druge muslimane, da so začasno zapustili regijo. Mavri so uspešno ponovno zavzeli grad v letih 987–1064 in ponovno leta 1116 ter zavzeli dva gradova, zgrajena za zaščito ozemlja: v Miranda da Beira (kjer je bil pobit garnizon) in v Santa Eulália (kjer je guverner odstopil svoje sile, namesto da bi se soočil s podobnim pokolom).

### Srednji vek
Ponovno osvojitev ozemlja je leta 1064 dosegel kralj Ferdinand I. Leónski in Kastiljski, ki je imenoval dom Sisnanda Davidesa za reorganizacijo gospodarstva in upravljanje dežel, ki obkrožajo mesto. Grofijo Portucale in grofijo Coimbra sta leta 1096, ko se je Henrik poročil z Alfonzovo nezakonsko hčerko Terezijo, pozneje združila v eno gospostvo pod vodstvom Henrika Burgundskega, ki ga je leta 1096 povezal Alfonz VI. Henrik, ki je razširil meje grofije in se soočil z mavrskimi silami. Po njegovi smrti leta 1112 pa je Terezija, grofica Portucale in Coimbra, združila svoje posesti. Njun sin, Afonz Henrik, ki se je naselil v starodavnem sedežu krščanske grofije Coimbra, je poslal odprave na jug in zahod, da bi utrdil mrežo gradov, ki so vključevali Leirio, Soure, Rabaçal, Alvorge in Ansião.
V 12. stoletju je Afonz Henrik upravljal območje rodovitne zemlje z dostopom do reke in zaščiteno z utrjenim mestom, katerega prebivalstvo je preseglo 6000 prebivalcev, vključno z velikaši, vitezi in visoko duhovščino. Mladi Infante je spodbujal gradnjo svojega sedeža, financiral samostan sv. Križa (najpomembnejšo portugalsko samostansko ustanovo v tistem času, ki jo je leta 1131 ustanovil Teotonij), spodbujal gradnjo stare stolnice, rekonstruiral prvotni rimski most leta 1132 in popravljal in prenavljal vodnjake, peči, ceste in kamnite tlake ter obzidje starega mesta. Da bi potrdil in okrepil moč concelho (občine), je leta 1179 podelil uradno listino.
Že v srednjem veku je bila Coimbra razdeljena na zgornje mesto (Cidade Alta ali Almedina), kjer sta živeli aristokracija in duhovščina, ter trgovska, obrtniška in delavska središča v spodnjem mestu (Arrabalde ali Cidade Baixa) ob reki Mondego, poleg stare in nove judovske četrti. Mesto je bilo obdano z utrjenim obzidjem, katerega nekateri ostanki so še vedno vidni, kot so vrata Almedina (Porta da Almedina).
Medtem je občina na obrobju začela rasti v različnih strnjenih naseljih, zlasti okoli samostanov, ki so se razvili v Celasu, Santa Clari, Santo António dos Olivais. Najpomembnejše delo v gotskem slogu v mestu je samostan Santa Clara-a-Velha, ki ga je na levi strani reke Mondego ustanovila kraljica Elizabeta Portugalska v prvi polovici 14. stoletja. Stal je preblizu reke in pogoste poplave so prisilile nune, da so ga zapustile v 17. stoletju, ko so gorvodno zgradili samostan Santa Clara-a-Nova. V novi samostan so prenesli tudi kraljičino veličastno gotsko grobnico. Ruševine starega samostana so bile izkopane v 2000-ih in jih je danes mogoče videti na levem bregu reke.

### Renesansa
V 15. in 16. stoletju, v dobi odkritij, je bila Coimbra ponovno eno glavnih umetniških središč Portugalske, zahvaljujoč lokalnemu in kraljevemu pokroviteljstvu. Coimbrski škofje, verski redovi in kralj Manuel I. Portugalski so med drugim podpirali umetnike, kot so Diogo Pires (oče in sin), Marcos Pires, João de Castilho, Diogo de Castilho in Francoza, João de Ruão in Nikolaj iz Chanterena, ki so zapustili pomembna manuelinska in renesančna dela v mestu. Iz tega obdobja izhaja preureditev (v manuelinskem slogu) samostana sv. Križa, vključno z grobnicama kraljev Afonza Henrika in Sanča I., renesančnim vodnjakom Manga ter oltarnimi slikami in triumfalnim portalom stare stolnice, med drugim.
Univerzo v Coimbri je kot Studium Generale v Lizboni leta 1290 ustanovil kralj Denis I.. Univerzo so leta 1308 preselili v Coimbro, vendar je leta 1338 kralj  Afonz IV. univerzo vrnil v Lizbono. Univerzo je leta 1537 kralj Ivan III. dokončno preselil v prostore kraljeve palače Coimbra in jo do leta 1544 razširil, da je zasedla kraljevo palačo Coimbra. Od takrat se mestno življenje vrti okoli državne univerze. Dolga desetletja je več visokih šol (colégios), ki so jih ustanovili verski redovi, predstavljalo alternativo uradni ustanovi, vendar so bile s sekularizacijo izobraževanja na Portugalskem postopoma ukinjene. Knjižnica Joanina, baročna knjižnica, zgrajena v 18. stoletju, je še ena pomembna znamenitost starodavne univerze. Baročni univerzitetni stolp, ki ga je zasnoval António Canevari in je bil zgrajen med letoma 1728 in 1733, je ikonični spomenik mesta.

### Barok in sodobnost
Leta 1772 se je markiz Pombal, predsednik vlade kralja Jožefa I., lotil velike reforme univerze, kjer je študij znanosti pridobil velik pomen. Takrat pridobljene zbirke znanstvenih instrumentov in gradiva so zdaj zbrane v Znanstvenem muzeju Univerze v Coimbri in predstavljajo eno najpomembnejših zgodovinskih znanstvenih zbirk v Evropi. Vendar pa je njegova želja po posodobitvi univerze povzročila popolno rušenje srednjeveškega mestnega obzidja in gradu v Coimbri, od katerih je danes ohranjenega zelo malo. Istega leta je bila Luísa de Jesus, 23-letna lokalka, obsojena na smrt zaradi večkratnega detomora in tako postala zadnja usmrčena ženska v zgodovini države. Prav tako velja za najsmrtonosnejšega serijskega morilca v zgodovini portugalskega kriminala.
Prva polovica 19. stoletja je bila težko obdobje za Coimbro, saj so jo med vojno na polotoku vdrle francoske čete pod poveljstvom Andoche Junot in André Masséna. Sila 4000 portugalskih milic pod vodstvom Nicholasa Tranta je Masséni zadala močan udarec, ko je mesto ponovno zavzel 6. oktobra 1810. Marca 1811 je milica uspešno držala kraj pred umikajočo se francosko vojsko. Mesto si je v drugi polovici 19. stoletja opomoglo z izboljšavami infrastrukture, kot so telegraf, plinske luči, železniški sistem, železniški most čez reko Mondego in obnova mostu Portela, poleg razširitve cest in razširitve mesta v Quinta de Santa Cruz.
Do leta 1854, z izgonom verskih redov in občinskimi reformami, je potreba po reorganizaciji občine Coimbra povzročila nekatere spremembe v obstoječi strukturi upravnih delitev. Posledično so bili dokumenti (20. januarja 1854) poslani ministrstvom za cerkvene zadeve (portugalsko Ministério dos Negócios Ecclesiaásticos) in za pravosodje (portugalsko Ministério de Justiça), ki so zahtevali identifikacijo civilnega guvernerja in nadškofa Coimbre (Manuel Bento Rodrigues) o številu civilnih župnij, ki jih je treba ohraniti, njihovih mejah, političnih organih, ki jih je treba obdržati, lokalnem popisu prebivalstva in drugih statističnih podatkih za utemeljitev razmejitve ozemlja. Komisija petih članov, v kateri so bili João Maria Baptista Callixto, António dos Santos Pereira Jardim, Roque Joaquim Fernandes Thomás, João Correia Ayres de Campos in António Egypcio Quaresma Lopes de Carvalho e Vasconcelos, je bila imenovana za izdelavo načrta za zmanjšanje, zatiranje, razmejitev in ustanovitev civilne župnije v mestu Coimbra in njenih predmestjih.

### Republika
1. januarja 1911 so slovesno odprli električni tramvaj, ki je povezal staro četrt z njenim vse večjim obrobjem, ki je vključevalo stanovanjska območja Celas, Olivais, Penedo da Saudade in Calhabé, vsa v civilni župniji Santo António dos Olivais. To je bil šele začetek rasti občine. Projekti civilne gradnje po vsej regiji so zaznamovali gospodarsko dejavnost ozemlja, z novimi območji, kot so Montes Claros, Arregaça, Cumeada in Calhabé, ki rastejo v senci mesta. Tudi projekti, ki so bili načrtovani ob koncu 19. stoletja, so dobili novo pobudo, vključno s širitvijo soseske Santa Cruz, rušenjem stanovanjskega območja Alta de Coimbra (1940–50) za razširitev univerze in gradnja ali širitev sosesk Celas, Sete Fontes in Marechal Carmona (zdaj soseska Norton de Matos).

## Geografija
Coimbra je eno najpomembnejših križišč v državi, saj je bila v zgodovini na stičišču med Brago in Lizbono, dostop do reke Mondego, ki teče mimo nje, pa je zagotavljal pot med skupnostmi v notranjosti in obalnimi mesti (vključno z obmorskim mestom Figueira da Foz, 40 km zahodno od Coimbre). Zgodovinsko mesto Coimbra leži v središču regije, je povezano z Lizbono (197 km) in Portom (116 km) z avtocestami IC2, IP3 in A1.
Občino obkroža več sosednjih občin v regiji Coimbra, ki vključujejo Penacova (na severovzhodu), Vila Nova de Poiares (na vzhodu), Miranda do Corvo (na jugovzhodu), Condeixa-a-Nova (do jug in jugozahod), Montemor-o-Velho (na zahodu), Cantanhede (na severozahodu) in Mealhada (na severu in severovzhodu). Tik izven občine je tudi več slikovitih gorskih mest, kot sta Lousã in Penacova, medtem ko so zdraviliška mesta in vasi, kot so Luso, Buçaco in Curia, običajna.
Čeprav je v 13. stoletju prenehala biti glavno mesto Portugalske, Coimbra ohranja precejšen pomen kot središče nekdanje province Beira, ki je zdaj imenovana regija Centro. Poleg Brage velja za eno od dveh najpomembnejših regionalnih središč na Portugalskem zunaj metropol Lizbone in Porta, središče za celotno srednjo regijo države. Z gosto urbano mrežo je občina znana predvsem po mestu Coimbra, ki slovi po svojih spomenikih, cerkvah, knjižnicah, muzejih, parkih, nočnem življenju, zdravstveni oskrbi in nakupovalnih objektih. Predvsem je njeno kulturno življenje, usmerjeno okoli Univerze v Coimbri, skozi zgodovino privabljalo pomembne pisatelje, umetnike, akademike in aristokracijo, kar ji je zagotovilo sloves Lusa-Atenas (Luzitanske Atene).
Administrativno je občina razdeljena na 18 civilnih župnij (freguesias).

### Ekoregije/zavarovana območja
Zahodni rob Coimbre pokriva Reserva Natural do Paul de Arzila (Naravni rezervat močvirja Arzila), ki je označen kot posebno varstveno območje (portugalsko Zona de Protecção Especial) in posebno ohranitveno območje (portugalsko Zona Especial de Conservação), ki sovpada z civilno župnijo Arzila (včasih imenovana tudi Paul de Arzila ali močvirje Arzila). Je mokrišče, ki daje zavetje pticam selivkam in podpira druge živalske in rastlinske vrste; to je vključevalo pretežno ptičje vrste, kot so: srpična trstnica (Acrocephalus scirpaceus), bičja trstnica (Acrocephalus schoenobaenus), kratkoperuti vrtnik (Hippolais polyglotta), severni kovaček (Phylloscopus trochilus), čapljica (Ixobrychus minutus), rakar (Acrocephalus arundinaceus) in trstni cvrčalec (Locustella luscinioides). 482 hektarjev veliko območje, ogroženo zaradi industrijskega, stanovanjskega in kmetijskega onesnaženja, širjenja vodnih rastlin in evtrofikacije, je prisililo vlado k reorganizaciji rabe zemljišč, da bi spodbudili modele trajnosti in rabe podeželja, ki ne vpliva na populacije ptic selivk in vodne ptice.
Občinska vlada je spodbujala tudi postavitev in vzdrževanje različnih parkov, igrišč, vrtov in gozdov, vključno z razvojem botaničnega vrta Univerze v Coimbri (ki velja za petega najstarejšega na svetu), Mata Nacional do Choupal, Mata Nacional de Vale de Canas, Jardim da Sereia (znan tudi kot vrt Santa Cruz), Penedo da Saudade, Parque Manuel Braga, Parque Verde do Mondego, Choupalinho ter posestvo in vrtovi Quinta das Lágrimas iz 19. stoletja.
Te naravne prostore dopolnjujejo parki ob reki in kopališča, ki obdajajo Mondego, vključno z rečnimi plažami Palheiros do Zorro v župniji Torres do Mondego.
Mesto je na portugalski poti sv. Jakoba (Camino de Santiago).

### Podnebje
Coimbra ima sredozemsko podnebje s toplim poletjem (Köppen: Csb) v prehodu v različico z vročim poletjem (Csa) v notranjosti osrednje Portugalske. Pozimi se temperature gibljejo med 15–16 °C podnevi in 5–7 °C ponoči in lahko občasno padejo pod 0 °C (približno 10 dni na leto),  medtem ko se poletne temperature gibljejo med 28–29 °C podnevi in 15–16 °C ponoči in lahko dosežejo 40 °C ali več v vročih dneh. Coimbra ima približno 32 dni na leto z najvišjo temperaturo nad 30 °C. Najnižja in najvišja temperatura, kadarkoli zabeležena v Coimbri, sta bili 27. januarja 1976 −4,9 °C in 42,3 °C.
Padavine so obilne vse leto, razen julija in avgusta.
Čeprav je Coimbra razmeroma oddaljena od obale, ima tudi izrazit atlantski vpliv zaradi poplavne ravnice reke Mondego, ki prečka mesto, zaradi česar so njene zime in poletja milejši, kot bi bili sicer. Zaradi tega vpliva so tudi hladni valovi redkejši in manj intenzivni, vendar so občasno še vedno prisotni dnevi z minimalnimi negativnimi temperaturami in hladni valovi. Topografija je prav tako pomemben dejavnik, ki ga je treba upoštevati v zvezi z nočnimi temperaturami, prisotnost jezer hladnega zraka na topografsko nižjih območjih v določenih sinoptičnih situacijah lahko vodi tudi do izrazitih nižjih temperatur.

### Demografija
Leta 2021 je občina Coimbra imela 140.796 prebivalcev (pokriva površino 319,4 km²), kar je le 1,3-odstotno povečanje glede na leto 1991 (139.052 prebivalcev), medtem ko se je število družin v istem obdobju povečalo za 17,1 %. obdobje. To je bilo v glavnem skoncentrirano v župniji Sé Nova, medtem ko so preostale upravne enote predstavljale razpon od 78,54 do 5069,2 prebivalca na kvadratni kilometer. Starejši in mladi (od 0 do 14 let) predstavljajo manjšino prebivalstva (16,5 % in 31,1 %); kohorta od 25 do 64 predstavlja 55 % aktivnega prebivalstva. Medtem ko na 100 prebivalcev starejši dejansko obsegajo 21,6 % te populacije, je stopnja rodnosti (9,3 %) višja od stopnje umrljivosti v skupnostih Coimbra, ki je dejansko višja od drugih občin v podregiji Baixo Mondego.

## Gospodarstvo
Bogastvo mesta temelji predvsem na Univerzi v Coimbri s približno 23.000 študenti – mesto ima skupno 35.000 visokošolskih študentov, če upoštevamo druge tamkajšnje visokošolske ustanove – pa tudi v trgovini, tehnologiji in industriji zdravstvenih ved, upravnih uradih, finančne storitve, odvetniške pisarne in specializirana zdravstvena oskrba. Mesto ima številne zasebne klinike, zdravstvene ordinacije in dva velika neodvisna državna bolnišnična centra: H.U.C. – Hospitals da Universidade de Coimbra, ki je univerzitetna bolnišnica, in C.H.C. – Centro Hospitalar de Coimbra, ki vključuje splošno bolnišnico. Coimbra ima tudi regionalno podružnico nacionalne bolnišnice za raka – I.P.O. – portugalski inštitut za onkologijo, pa tudi vojaška bolnišnica. Nacionalni inštitut za pravno medicino, državni forenzični inštitut Portugalske, ima sedež v Coimbri.
Pomembna podjetja s sedežem v občini Coimbra vključujejo podjetji za programsko opremo Critical Software in Ciberbit, ki imata globalni sedež v mestu, podjetje za strojništvo in elektroniko Active Space Technologies, podjetje za podatkovno znanost Feedzai, podjetje za telemetrijo in Machine to Machine ISA, Cimporjeva tovarna cementa v Souselas (CIMPOR Souselas), vseevropski servis korporacije Olympus, farmacevtski družbi Bluepharma in BASI, železolivarna Fucoli-Somepal in več keramike, živilske predelave (Probar proizvaja hladnomesnate izdelke, Dan Cake pa proizvaja biskvit in rolade. ), tekstilna, vinarska, nizka in inženirska gradnja, arhitektura, javna dela in podjetja za stanovanjsko gradnjo. Rokodelstvo je dobro zastopano s tradicionalno gobelinsko in lončarsko proizvodnjo, okolica mesta pa ima poleg gozdarstva tudi dinamično vrtnarsko proizvodnjo, vinograde in živinorejo. Instituto Pedro Nunes (Inštitut Pedro Nunes), podjetniški inkubator, dinamično gosti več zagonskih podjetij, ki so običajno namenjena podjetjem, povezanim s tehnologijo, in so postala neodvisna odcepljena podjetja s sedežem po vsej regiji. Občinske oblasti si prizadevajo vključiti več inovacij in visokotehnoloških podjetij s pobudami, kot je Inovacijski park Coimbra, s ciljem spodbujanja inovacij in podjetij, ki spodbujajo raziskave in razvoj (kot je nanotehnološko podjetje Innovnano, hčerinsko podjetje Companhia União Fabril).

## Arhitektura

### Posvetna
- Gozdno/mavrsko mesto Antanhol (Cidade Da Mata do Antanhol), Antanhol
- Palača Sub-Ripas (aço de Sub-Ripas), Almedina
- Akvadukt São Sebastião/Vrtni oboki (Aqueducto de São Sebastião), Sé Nova
- Univerza v Coimbri (Paços da Universidade de Coimbra), Sé Nova

### Vojaška
- Slavolok in stolp Almedina (portugalsko: Arco e Torre da Almedina), Almedina

### Verski
- Nova stolnica v Coimbri (Sé Nova de Coimbra), Sé Nova
- Stara stolnica v Coimbri (Sé Velha de Coimbra), Almedina
- Kapela zakladnika (Capela do Tesoureiro), Sé Nova
- Cerkev in samostan São Marcos, São Silvestres
- Cerkev Nossa Senhora da Graça (Igreja da Nossa Senhora da Graça), Santa Cruz
- Cerkev São Domingos (Igreja de São Domingos), Santa Cruz
- Cerkev São Salvador (Igreja de São Salvador), Sé Nova
- Cerkev São Tiago (Igreja de São Tiago), São Bartolomeu
- College of São Agostinho (Misericórdia de Coimbra/Colégio de São Agostinho), Sé Nova
- College of São Jerónimo (Colégio de São Jerónimo), Sé Nova
- Fakulteta São Tomas (Portas do Colégio de São Tomas), Sé Nova
- Križ São Marcos (Cruzeiro de São Marcos), São Silvestres
- Škofijska palača Coimbra (Paço Episcopal de Coimbra), Sé Nova
- Manga samostan (Claustro de Manga), Santa Cruz
- Samostan Santa Clara-a-Nova (Mosteiro de Santa Clara-a-Nova), Santa Clara
- Samostan Santa Clara-a-Velha (Mosteiro de Santa Clara-a-Velha), Santa Clara
- Samostan svetega Križa (Coimbra) (Mosteiro de Santa Cruz), Santa Cruz
- Samostan Santa Maria de Celas (Mosteiro de Santa Maria de Celas), Santo António de Olivais
- Samostan São João das Donas (Mosteiro de São João das Donas), Santa Cruz
- (Nekdanja) cerkev Carmo (Igreja do Carmo), Santa Cruz
- (Nekdanji) Portik cerkve Santa Ana (Portals da Extinta Igreja de Santa Ana), Sé Nova
- Cerkev svetega Bartolomeja

- Stolnica Sé Nova
- Stolnica Sé Velha
- Cerkev São Tiago
- Samostan Santa Clara-a-Velha
- Samostan svetega Križa

## Kultura
Coimbra praznuje občinski praznik 4. julija v čast portugalske kraljice Elizabete (soproge kralja Denisa); versko in državljansko praznovanje, ki je slavilo življenje nekdanje kraljice, ki vključuje ognjemet po nočnem pohodu spokornikov.
V Coimbri so naslednje kulturne ustanove:
- Narodni muzej Machado de Castro, drugi najpomembnejši na Portugalskem, je v nekdanji škofovski palači
- Splošna knjižnica Univerze v Coimbri, druga največja knjižnica na Portugalskem, takoj za nacionalno knjižnico v Lizboni
- Botanični vrt Univerze v Coimbri iz 18. stoletja

V mestu je nastal coimbrski fado. Ta posebna podzvrst fada, za katero je značilna kitara z lastno zgradbo in uglasitvijo ter ki jo pojejo samo moški, je tesno povezana z akademsko tradicijo mesta. Med njegovimi najbolj znanimi izvajalci so kitarist Carlos Paredes, pevca Adriano Correia de Oliveira in Zeca Afonso. Poleg tradicionalne ima Coimbra tudi eno najživahnejših sodobnih glasbenih scen na Portugalskem.